# Richtlinie 75/442/EWG
Die Richtlinie 75/442/EWG des Rates vom 15. Juli 1975 über Abfälle zielte gemäß Artikel 3 auf die Mitgliedsstaaten der Europäischen Union, welche durch geeignete Maßnahmen
- in erster Linie die Verhütung oder Verringerung der Erzeugung von Abfällen und ihrer Gefährlichkeit und
- in zweiter Linie die Verwertung der Abfälle im Wege der Rückführung, der Wiederverwendung, des Wiedereinsatzes oder anderer Verwertungsvorgänge im Hinblick auf die Gewinnung von sekundären Rohstoffen oder gleichwertig daneben stehend die Nutzung von Abfällen zur Gewinnung von Energie.

Zu den Maßnahmen gehören insbesondere die Entwicklung sauberer Technologien oder geeigneter Techniken zur Beseitigung gefährlicher Stoffe in zu verwertenden Abfällen, die technische Entwicklung und das Inverkehrbringen von nicht oder weniger umweltbelasteten Produkten, die Gewinnung von sekundären Rohstoffen und die Nutzung von Abfällen zur Energiegewinnung.
Die Abfallrahmenrichtlinie führt in 21 Artikeln und in den drei Anhängen „Abfallgruppen“, „Beseitigungsverfahren“ sowie „Verwertungsverfahren“, allgemeine Prinzipien der Abfallverwertung und Abfallbeseitigung auf. Unter anderem gehören darunter auch der Schutz vor
- Gefährdung der menschlichen Gesundheit;
- Gefährdung von Wasser, Luft, Boden, Tier- und Pflanzenwelt;
- Verursachung von Geräusch- oder Geruchsbelästigungen;
- Beeinträchtigung der Umgebung und des Landschaftsbildes oder der
- unkontrollierten Ablagerung, Ableitung oder Beseitigung von Abfällen.

In Artikel 1 werden die Begriffe Abfall, Erzeuger, Besitzer, Bewirtschaftung, Beseitigung, Verwertung und Einsammeln legaldefiniert.
Nicht im Geltungsbereich der Richtlinie zählen gemäß Artikel 2 gasförmige Ableitungen in die Atmosphäre und Abfälle, für die andere Rechtsvorschriften gelten (wie z. B. radioaktive Abfälle, Abfällen aus der Gewinnung von Bodenschätzen oder aus der Betreibung von Steinbrüchen, bestimmte Tierkörper, Fäkalien, Abwässer oder Sprengstoffe).

## Nachfolger
Die Richtlinie wurde am 17. Mai 2006 durch die Richtlinie 2006/12/EG des Europäischen Parlaments und des Rates vom 5. April 2006 über Abfälle aufgehoben. Sie ist weitgehend eine konsolidierte Fassung, berücksichtigte also bloß bisherige Änderungen. Inhaltlich änderte sie nichts.
Die Europäische Kommission hatte bereits am 21. Dezember 2005 eine Novelle vorgelegt. Durch die Änderungen soll der Umwelt- und Ressourcenschutz in der Abfallgesetzgebung stärker verankert werden. Durch bessere Definitionen soll u. a. geklärt werden, wann ein Produktionsrückstand Abfall oder ein außerhalb des Abfallrechts geregeltes Nebenprodukt ist. Oder, wann die Abfalleigenschaft endet, oder, wie die Verwertung von der Beseitigung in Verbrennungsanlagen abzugrenzen ist.
Die Bundesrepublik Deutschland, vertreten durch das Bundesministerium für Umwelt, Naturschutz und Reaktorsicherheit, hat am 25. Januar 2006 eine Stellungnahme hierzu abgegeben; am 13. Februar 2007 fand die 1. Lesung im Europäischen Parlament statt. Die dort beschlossenen Änderungsvorschläge wurden am 28. Juni 2007 im Rat der Umweltminister beraten und eine politische Einigung erreicht. Nach der zweiten Lesung wurde die Richtlinie 2008/98/EG am 22. November 2008 im Amtsblatt veröffentlicht. Diese Abfallrahmenrichtlinie trat am 12. Dezember 2008 in Kraft. Die Mitgliedsstaaten mussten sie  bis 12. Dezember 2010 umsetzen, so dass sie die Richtlinie 2006/12/EG ersetzt hat.
Für die europäische Entsorgungswirtschaft ist die Revision der Abfallrahmenrichtlinie von enormer Bedeutung, da sie ihre Arbeit bis mindestens 2025 bestimmt und wie alle Richtlinien auf nationales Recht ausstrahlt.